# Le Thanksgiving de l'horreur
Le Thanksgiving de l'horreur (France) ou Un après-midi de dinde (Québec) (Thanksgiving of Horror) est un épisode de la série télévisée d'animation Les Simpson. Il s'agit du huitième épisode de la trente-et-unième saison et du 670e de la série.

## Synopsis

### Introduction
Marge arrive sur scène et annonce que, à la suite d'un manque de temps lors de l'épisode Simpson Horror Show XXX, de nouvelles histoires terrifiantes vont être racontées, Homer ajoutant alors que Thanksgiving est déjà une fête terrifiante. Kang et Kodos arrivent alors, en tenue traditionnelle de Thanksgiving...

### A-Gobble-Ypto
De nombreux Springfieldiens, ainsi que la famille Simpson, sont modélisés en dinde. Vivant paisiblement dans une forêt et venant tout juste de pondre l’œuf contenant Maggie, les Simpson et les autres dindons se font surprendre par le pèlerin Wiggum venu pour les chasser dans le but de les manger lors d'un festin de Thanksgiving. Embarquant de nombreuses dindes, Homer se faut sauver de justesse de la décapitation par Bart, mais Wiggum va les pourchasser pour avoir leur peau. La famille d'Homer va alors se retrouver en péril...

### The Fourth Thursday After Tomorrow
Voulant soulager Marge pour le repas de Thanksgiving, Homer lui offre une intelligence artificielle dédiée à la cuisine contenant son ADN. Du fait de cette spécificité, le robot est semblable en tout point à Marge, jusqu'à connaître l'ensemble des détails de sa vie. Homer va alors tomber sous son charme, mais la décision de se débarrasser de l'appareil à la suite du repas de Thanksgiving ne va pas se passer comme prévu...

### The Last Thanksgiving
Après avoir quitté la Terre à la suite de la destruction de cette dernière, les enfants de Springfield se réveillent dans un vaisseau spatial. À la veille de Thanksgiving, Bart décide de dupliquer l'unique conserve de gelée de canneberges, sans se soucier des nombreux avertissements. Cette gelée se transforme alors en dévoreuse d'os humain, et les enfants vont tout faire pour tenter de s'en débarrasser, sans l'aide de leurs parents encore endormis, dont seul un acte terrible pour les faire se réveiller...

## Réception
Lors de sa première diffusion, l'épisode a attiré 5,42 millions de téléspectateurs.